# گمینا رمانوو
گمینا رمانوو (به لهستانی:  Gmina Rymanów) یک گمینا در لهستان است که در شهرستان کروسنو واقع شده‌است. گمینا رمانوو ۱۶۵٫۷۹ کیلومتر مربع مساحت و ۱۵٬۴۳۷ نفر جمعیت دارد.